# Confederação Europeia de Patinagem
A Confederação Europeia de Patinagem (CERS) era o organismo que superintendia a nível europeu os seguintes desportos de patinagem: Hóquei em Patins, Patinagem artística, Patinagem de velocidade e Hóquei em Linha. 
Era uma das confederações continentais que fazia parte da Federação Internacional de Desportos sobre Patins (FIRS).
As 4 modalidades desportivas tinham o seu próprio comité que superintendia a nível europeu e que organizava as diversas competições:
- Hóquei em Patins - CERH
- Patinagem artística - CEPA
- Patinagem de velocidade - CEC
- Hóquei em Linha - CERILH